# Стивън Сегал
Стивън Фредерик Сегал (на английски: Steven Frederic Seagal) е известен американски актьор, продуцент, сценарист, музикант (китарист и певец), майстор по бойни изкуства (7 дан по айкидо) и шериф.
Той е от поколението филмови актьори, които въплъщават типичния филмов екшън герой, подобно на Силвестър Сталоун, Арнолд Шварценегер, Долф Лундгрен, Уесли Снайпс, Чарлс Бронсън, Чък Норис, Жан-Клод Ван Дам и Брус Уилис. Добре познат е със своята висока фигура. В най-добрата си форма Сегал е висок 193 см.

## Биография
Стивън Сегал е роден е на 10 април 1952 г. в град Лансинг, щата Мичиган. Баща му Самюъл Сегал е гимназиален учител по математика (син имигрирали руски евреи), а майка му Патриша е медицински технолог (от ирландски произход). Когато е на 5 години, семейството му се премества в щата Калифорния. Там Сегал учи в гимназията Буена Парк. На 7 години изучава карате при Фумио Демура.
Като тийнеджър се увлича по айкидо – боен спорт, разчитащ на техниката и използване на силата на противника в схватката. Показва много добри резултати и самодисциплина. През 1967 г. в Япония наблюдава демонстрация по айкидо, правена от основателя на бойния спорт – О′сенсей Морихей Уешиба. Тогава се обучава и при един от най-приближените на основателя на айкидо, от когото получава и седми дан. Връщайки се в САЩ, Сегал става инструктор по айкидо в Бърбенк, Калифорния, където е и ръководител на школата, наричана доджо.
Произвеждат се енергийна напитка „Светкавицата на Стивън Сегал“ (по негова лична рецепта, съдържаща съчетание от билки), и парфюм, носещ неговото име.
Интересен факт, който демонстрира и в някои от филмите си, е, че свири добре на китара. Издал е и няколко собствени песни в стил поп и блус.
През 2016 г. получава сръбско гражданство с указ от премиера на Сърбия Александър Вучич. По същото време е избран за доктор хонорис кауза на частен университет на братя Карич.  Същата 2016 г. получава руско гражданство, става член на парламентарната партия „Справедлива Русия“.

## Кариера
Майкъл Орвиц забелязва таланта на Стивън Сегал и го привлича в неговия екип, като през 1987 г. започват работа по филма „Над закона“, който дебютира на екран през 1988 г. Тъй като дебютът се оказва успешен, Стивън Сегал се отдава на филмовото изкуство, като паралелно работи активно и ръководи своите школи, включително в Осака, Япония. През 1990 г. излиза вторият му филм „Труден за убиване“, в който участва и Кели Лъ Брок – съпруга по онова време на актьора, от която има 3 деца.
Стивън Сегал трайно се настанява в Лос Анджелис, работи активно по филмите, същевременно тренира, участва в природозащитни кампании на организацията „Хора за етично отношение към животните“ (с награда за принос към дейността на организацията през 1999 г.). През 1997 г. идеите за екологията, опазването на природата и нейните ресурси актьорът прилага във филма „Огън под земята“. В него като агент под прикритие се впуска в интересна и безкомпромисна борба с голяма компания, която унищожава радиоактивни отпадъци в малко селище в планината. През 1997 г. един от будистките учители на Сегал го обявява за тулку – превъплъщение на будистки лама. Стивън Сегал е първият неазиатец, отворил школа по айкидо в Осака, Япония, която функционира и днес, радвайки се на широка популярност.
В един от най-известните му филми „Под обсада“ от 1992 г. си партнира с известни актьори като Томи Лий Джоунс и Гари Бъзи. Това показва, че е значим и вече добре оценен актьор. Бойният стил на Сегал се различава от стила на другите екшън-идоли, като Брус Лий, Чък Норис и Жан-Клод Ван Дам. Сегал е повлиян и от айкидото – който не е „фул-контакт“ боен спорт, разчитащ изключително на силните удари по съперника. Героят му в неговите филми помага на хората, чийто живот и интереси са засегнати от престъпни намерения на високопоставени фигури.
В края на 2009 г. Сегал е главен герой в телевизионно риалити за работата на полицията в щата Луизиана – „Steven Seagal: Lawman“, поредицата е заснемана съвместно с полицаите от служба Джеферсон Париш. Преди това актьорът полага изпити в полицейска академия по американски полицейски стандарти „POST“.

## Награди
- „Златен меч“. Сърбия (2017).[11]
- „Дружба“. Русия (2023).[12]
- „Орден за приятелство“. Русия (2024).[13]

## Филми
| Година | Заглавие                         | Оригинално заглавие           | Роля                                                       | Бележки                                                                       |
| ------ | -------------------------------- | ----------------------------- | ---------------------------------------------------------- | ----------------------------------------------------------------------------- |
| 1988   | Над закона                       | Above the Law                 | Сержант Николо „Нико“ Тоскани                              | Също така история и продуцент                                                 |
| 1990   | Труден за убиване                | Hard to Kill                  | Детектив Мейсън Сторм                                      | Също така не кредитиран сценарии                                              |
| 1990   | Белязан да умре                  | Marked for Death              | Агент Джон Хатчър                                          | Също така продуцент                                                           |
| 1991   | Борба за справедливост           | Out for Justice               | Детектив Джино Фелино                                      | Също така продуцент                                                           |
| 1992   | Под обсада                       | Under Siege                   | Главен старшина Кейси Райбак                               | Също така продуцент                                                           |
| 1994   | Опасна зона                      | On Deadly Ground              | Форест Тафт                                                | Също така режисьор, продуцент и не кредитиран сценарии                        |
| 1995   | Под обсада 2: Мрачната територия | Under Siege 2: Dark Territory | Лейтенант Кейси Райбак                                     | Също така продуцент                                                           |
| 1996   | Извънредно решение               | Executive Decision            | Подполковник Остин Травис                                  |                                                                               |
| 1996   | Невидимият                       | The Glimmer Man               | Агент Джак Джоунс / Лейтенант Джак „Блестящият човек“ Коул | Също така продуцент                                                           |
| 1997   | Огън под земята                  | Fire Down Below               | Агент Джак Тагърт                                          | Също така продуцент                                                           |
| 1998   | Моят великан                     | My Giant                      | Себе си                                                    | Ограничено пускане; камео                                                     |
| 1998   | Патриотът                        | The Patriot                   | Д-р Уесли Макларън                                         | Директно-за-видео; също така продуцент                                        |
| 2001   | Открити рани                     | Exit Wounds                   | Детектив Орин Бойд                                         |                                                                               |
| 2001   | Взривна вълна                    | Ticker                        | Лейтенант Франк Глас                                       | Ограничено пускане                                                            |
| 2002   | Мъртъв и половина                | Half Past Dead                | Агент Саша Петросевич                                      | Също така продуцент                                                           |
| 2003   | Чужденецът                       | The Foreigner                 | Агент Джонатан „Джон“ Колд                                 | Директно-за-видео; също така продуцент                                        |
| 2003   | Принуден да убива                | Out for a Kill                | Професор Робърт Бърнс                                      | Директно-за-видео; също така продуцент                                        |
| 2003   | В леговището на звяра            | Belly of the Beast            | Агент Джейк Хопър                                          | Директно-за-видео; също така продуцент не кредитирана история                 |
| 2004   | Клементин                        | Clementine                    | Джак Милър                                                 |                                                                               |
| 2004   | Извън обхват                     | Out of Reach                  | Агент Уилям Лансинг                                        | Директно-за-видео; също така изпълнителен продуцент                           |
| 2005   | Срещу слънцето                   | Into the Sun                  | Агент Травис Хънтър                                        | Директно-за-видео; също така сценарист/история и продуцент                    |
| 2005   | Под водата                       | Submerged                     | Крис Коди                                                  | Директно-за-видео; изпълнителен продуцент                                     |
| 2005   | Ще умреш днес                    | Today You Die                 | Харлан Банкс                                               | Директно-за-видео; също така продуцент                                        |
| 2005   | Черна зора                       | Black Dawn                    | Агент Джонатан Колд                                        | Директно-за-видео; също така продуцент                                        |
| 2006   | Наемник на правосъдието          | Mercenary for Justice         | Джон Сийгър                                                | Директно-за-видео; също така не кредитиран сценарист и изпълнителен продуцент |
| 2006   | Човекът сянка                    | Shadow Man                    | Агент Джак „Човекът сянка“ Фостър                          | Директно-за-видео; също така сценарист и продуцент                            |
| 2006   | Ударна сила                      | Attack Force                  | Командир Маршал Лоусън                                     | Директно-за-видео; също така сценарист и продуцент                            |
| 2007   | Бесен полет                      | Flight of Fury                | Джон Сандс                                                 | Директно-за-видео; също така сценарист и изпълнителен продуцент               |
| 2007   | Градска справедливост            | Urban Justice                 | Саймън Балистър                                            | Директно-за-видео; също така продуцент                                        |
| 2008   | Под дулото на пистолета          | Pistol Whipped                | Мат Конър                                                  | Директно-за-видео; също така продуцент                                        |
| 2008   | Новинарски филм                  | The Onion Movie               | Петел Перфоратор                                           | Директно-за-видео                                                             |
| 2008   | Смъртоносен удар                 | Kill Switch                   | Детектив Джейкъб Кинг                                      | Директно-за-видео; също така сценарист и изпълнителен продуцент               |
| 2009   | Срещу мрака                      | Against the Dark              | Тао                                                        | Директно-за-видео; също така продуцент                                        |
| 2009   | Принуден да убива                | Driven to Kill                | Руслан Драчев                                              | Директно-за-видео; също така изпълнителен продуцент                           |
| 2009   | Пазителят                        | The Keeper                    | Роланд Салинджър                                           | Директно-за-видео; също така сценарист и продуцент                            |
| 2009   | Опасен човек                     | A Dangerous Man               | Шейн Даниелс                                               | Директно-за-видео; също така изпълнителен продуцент                           |
| 2010   | Мачете                           | Machete                       | Рохелио Торес                                              |                                                                               |
| 2010   | Роден за вдигане на ада          | Born to Raise Hell            | Робърт Самюелс                                             | Директно-за-видео; също така сценарист и продуцент                            |
| 2011   | Овче въздействие                 | Sheep Impact                  | Пол Виланд                                                 | Късометражен филм                                                             |
| 2012   | Максимална присъда               | Maximum Conviction            | Крос                                                       | Директно-за-видео; също така продуцент                                        |
| 2013   | Наказателен отряд                | Force of Execution            | Йоан Александър                                            | Директно-за-видео; също така продуцент                                        |
| 2014   | Добър човек                      | A Good Man                    | Йоан Александър                                            | Директно-за-видео; също така продуцент                                        |
| 2014   | Безмилостна игра                 | Gutshot Straight              | Поли Транкс                                                | Директно-за-видео                                                             |
| 2015   | Опрощаване на греховете          | Absolution                    | Йоан Александър                                            | Директно-за-видео; също така продуцент                                        |
| 2016   | Снайпер: Специален отряд         | Sniper Special Ops            | Сержант Джейк Чандлър                                      | Директно-за-видео; също така изпълнителен продуцент                           |
| 2016   | Кодекс на честта                 | Code of Honor                 | Полковник Робърт Сайкс                                     | Директно-за-видео; също така изпълнителен продуцент                           |
| 2016   | Азиатската връзка                | The Asian Connection          | Ган Сиранкири                                              | Директно-за-видео; също така изпълнителен продуцент                           |
| 2016   | Перфектното оръжие               | The Perfect Weapon            | „Директорът“                                               | Директно-за-видео                                                             |
| 2016   | На прицел                        | End of a Gun                  | Агент Майкъл Декър                                         | Директно-за-видео; също така продуцент                                        |
| 2016   | Картели                          | Cartels                       | Джон Харисън                                               | Директно-за-видео; също така продуцент                                        |
| 2016   | Договор за убийство              | Contract to Kill              | Джон Хармън                                                | Директно-за-видео; също така продуцент                                        |
| 2017   | Китайски продавач                | China Salesman                | Лаудер                                                     |                                                                               |
| 2018   | Последна мисия                   | Attrition                     | „Брадва“                                                   | Директно-за-видео; също така сценарист и продуцент                            |
| 2019   | Главнокомандващ                  | General Commander             | Агент Джейк Александър                                     | Директно-за-видео                                                             |
| 2019   | Отвъд закона                     | Beyond the Law                | Аугустино „Фин“ Адаир                                      | Директно-за-видео                                                             |